# César Pelli
César Pelli (San Miguel de Tucumán, Argentina, 12 de octubre de 1926-New Haven, Connecticut, Estados Unidos, 19 de julio de 2019) fue un arquitecto argentino nacionalizado estadounidense de gran prestigio y reconocimiento internacional.

## Biografía
Realizó sus estudios secundarios en el Instituto Técnico de la Universidad Nacional de Tucumán, y continuó con su formación en arquitectura en la Universidad Nacional de Tucumán, en donde se graduó en 1948. Posteriormente comenzó a trabajar en su país, hasta que en 1952 se trasladó a los Estados Unidos junto a su esposa, la arquitecta Diana Balmori, donde obtuvo la nacionalidad estadounidense. Allí nacieron sus dos hijos: Denis en 1953 y Rafael en 1956. Entre 1964 y 1976 vivieron en Los Ángeles.
Pelli fue socio del despacho de Eero Saarinen y posteriormente de Gruen Associates.
Fue decano de la Facultad de Arquitectura de la Universidad de Yale entre 1977 y 1984.
Vivió en New Haven, Connecticut, y dirigió el estudio Pelli Clarke Pelli.
Su obra más famosa la constituyen las Torres Petronas, en Kuala Lumpur, Malasia, que desde 1998 y hasta mediados de 2003 fueron los edificios más altos del mundo con 88 pisos y una altura de 452 metros.

### Fallecimiento
Pelli murió el viernes 19 de julio de 2019, a los 92 años.

## Trayectoria
En 1977, Balmori y Pelli se habían radicado en New Haven, Connecticut, donde junto a Fred Clarke formaron el estudio César Pelli and Associates. El estudio inició con un encargo de gran relevancia: el multipremiado proyecto para la renovación del Museo de Arte Moderno de Nueva York. En los años siguientes el estudio crece con el World Financial Center y el Winter Garden en Battery Park, también en Nueva York. Este consiste en cuatro torres y una plaza pública abierta. El estudio obtuvo la Medalla de Oro del American Institute of Architects a la firma en 1989. Balmori deja la firma en 1990, a la que hoy está integrado su hijo Rafael.
En 2006 lideró el proyecto de la Gran Torre Santiago en el complejo Costanera Center, era el edificio más grande de América Latina y el edificio comercial más grande de Iberoamérica, ubicado en Santiago (Chile).
En Madrid se llevó a cabo la construcción de otro diseño suyo: La Torre de Cristal, uno de los cuatro rascacielos que se levantaron en el complejo empresarial Cuatro Torres Business Area. Tiene una altura de 249 metros sobre rasante, convirtiéndose en el edificio más alto de España, según los datos de Council on Tall Buildings and Urban Habitat, y su construcción acabó en 2007.
Además, Pelli se hizo cargo de la construcción de la Torre Iberdrola en Bilbao, siendo el edificio más alto del País Vasco. También diseñó el proyecto de la Torre Sevilla (Sevilla), un rascacielos de 178 metros y 43 plantas que se ha convertido en el edificio más alto de la ciudad de Sevilla y de Andalucía.

## Obras principales
- 1975, Pacific Design Center (Los Ángeles)
- 1992-1998, Torres Petronas (Kuala Lumpur)
- Centro de Artes Dramáticas de Ohio (Cincinnati)
- Edificio corporativo de NTT (Tokio)
- St. Regis Hotel & Residences (Ciudad de México)
- 1996, Edificio del Banco República (Buenos Aires)
- Museo de Arte Loeb, Universidad Vassar (Nueva York)
- Torres Gemelas de Polanco (Ciudad de México)
- Centro de Artes Dramáticas (Charlotte)
- Cheung Kong Center Tower (Hong Kong)
- 1991, One Canada Square (Londres)
- Museo Mattatuck de Waterbury (Connecticut)
- Edificio Herring, Universidad Rice (Houston)
- Brookfield Place (Nueva York)
- Torre residencial, Museo de Arte Moderno (Nueva York)
- Embajada de EE. UU. (Tokio)
- 2001, Torre BankBoston  (Buenos Aires)
- 1997-2003, International Finance Center (Hong Kong)
- 2004, Universidad Empresarial Siglo 21 (Córdoba)[4]
- Cira Center (Filadelfia)
- Ayuntamiento de San Bernardino (California)
- Viviendas de Kukai Gardens (Honolulu)
- Laboratorios COMSAT (Clarksburg, Maryland)
- Centro postal Worldway (Los Ángeles)
- 2006, Adrianne Arsht Center of the Performing Arts (ex Carnival Center) (Miami)
- 2008, Torre de Cristal (Madrid)
- 2005-2009 Torre YPF  (Buenos Aires)
- 2006-2015, Gran Torre Santiago, Costanera Center  (Santiago de Chile)
- 2006, Centro Cultural Universitario (Guadalajara)[cita requerida]
- 2007-2011, Torre Iberdrola (Bilbao)
- 2007-2013, Torre Sevilla  (Sevilla)
- CityCenter; ARIA Resort & Casino (Las Vegas)
- Centro Overture para las Artes (Overture Center for the Arts) (Madison, Wisconsin)
- 2008-2019, Torre Mitikah (Ciudad de México)
- 2009-2010, Torre Chiapas  (Tuxtla Gutiérrez)
- 2009-2014, Proyecto Porta Nuova  (Milán)
- 2012-2016, Torre Macro (Buenos Aires)
- 2014, Cira Centre South (Pensilvania).[5]
- 2018, Salesforce Transit Center (San Francisco)
- 2020, Mirador del Valle (Salta)[6]
- 2013-2022, Maral Explanada (Mar del Plata).[7]

## Galería

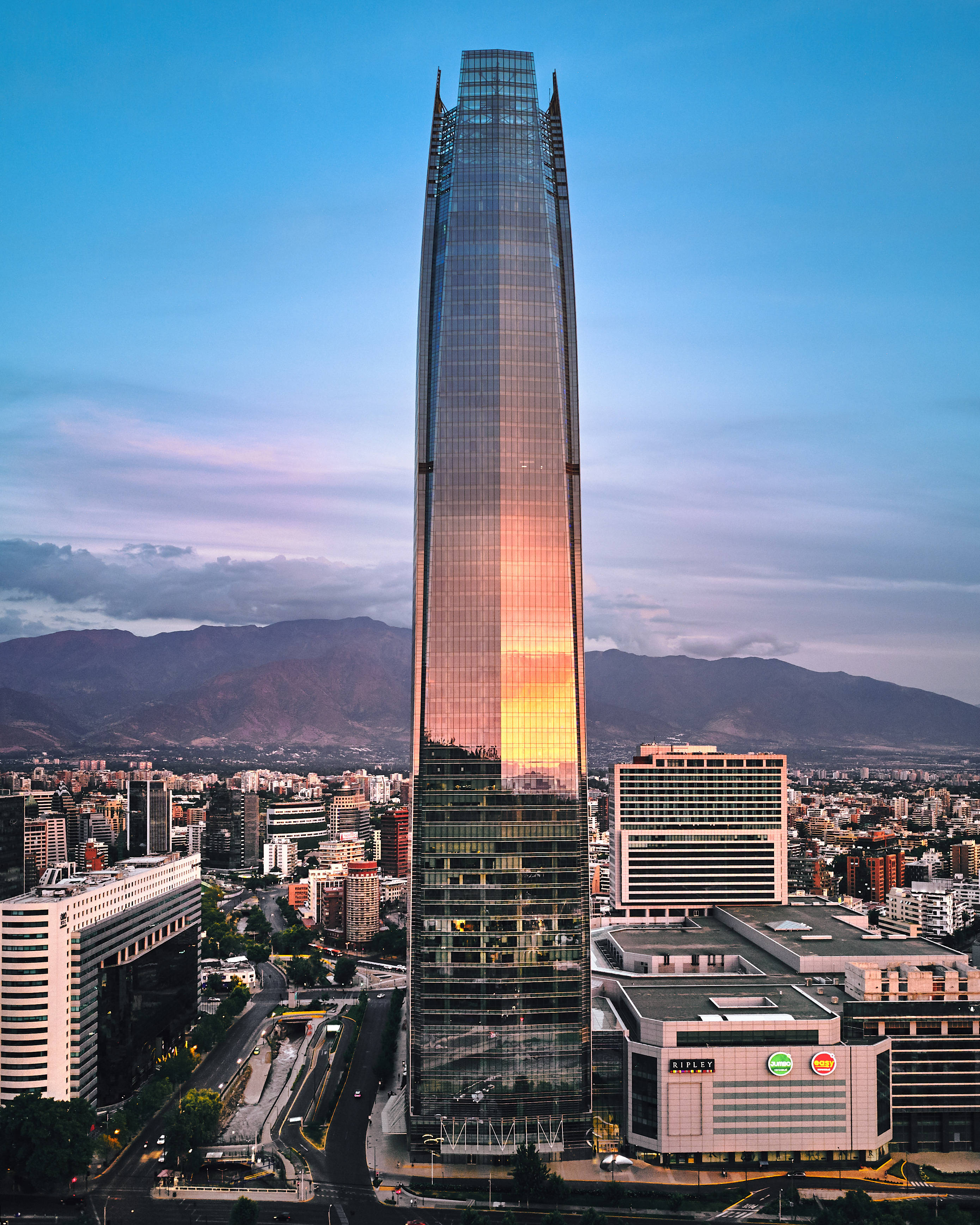
La Gran Torre Santiago, en Santiago
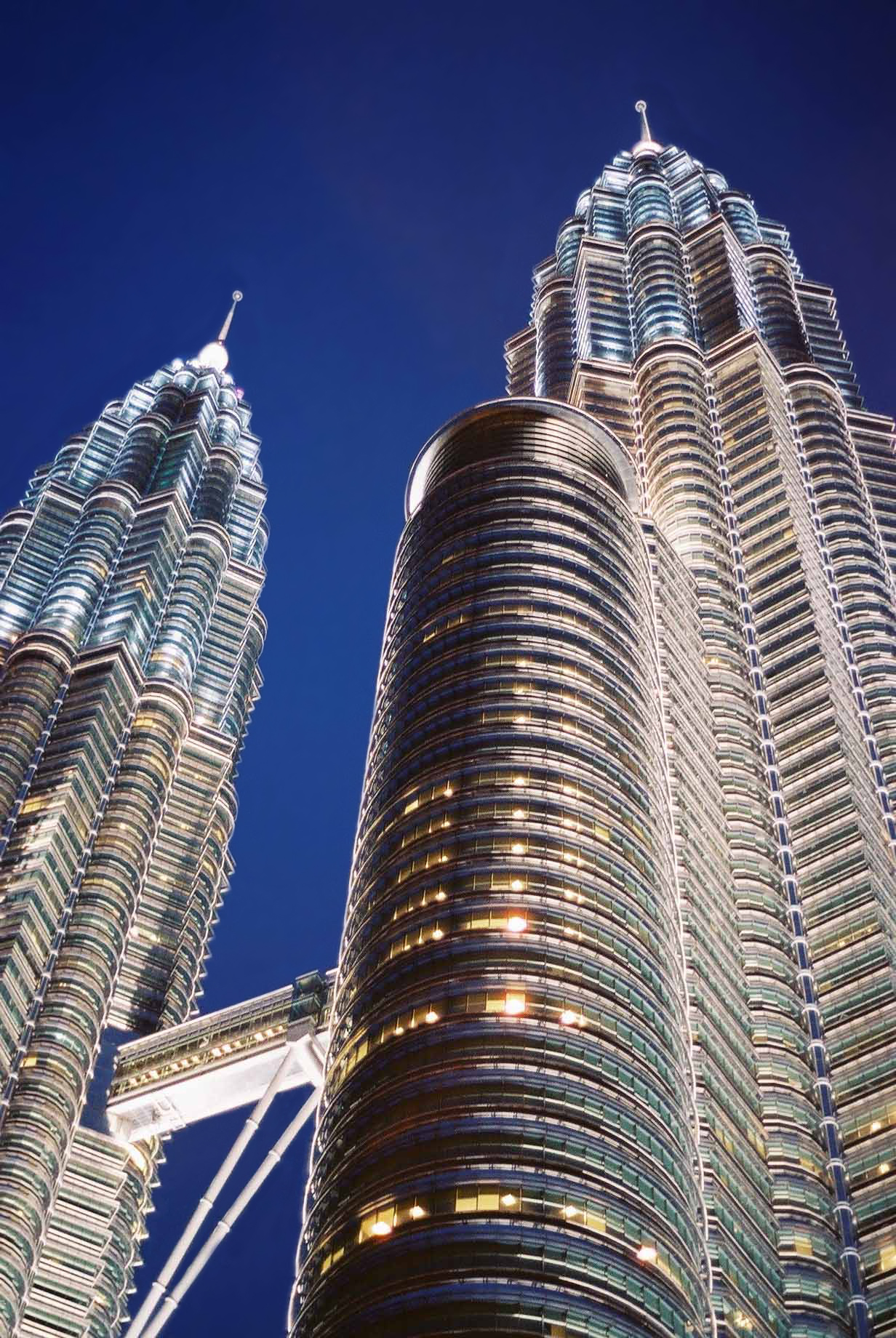
Las Torres Petronas, en Kuala Lumpur
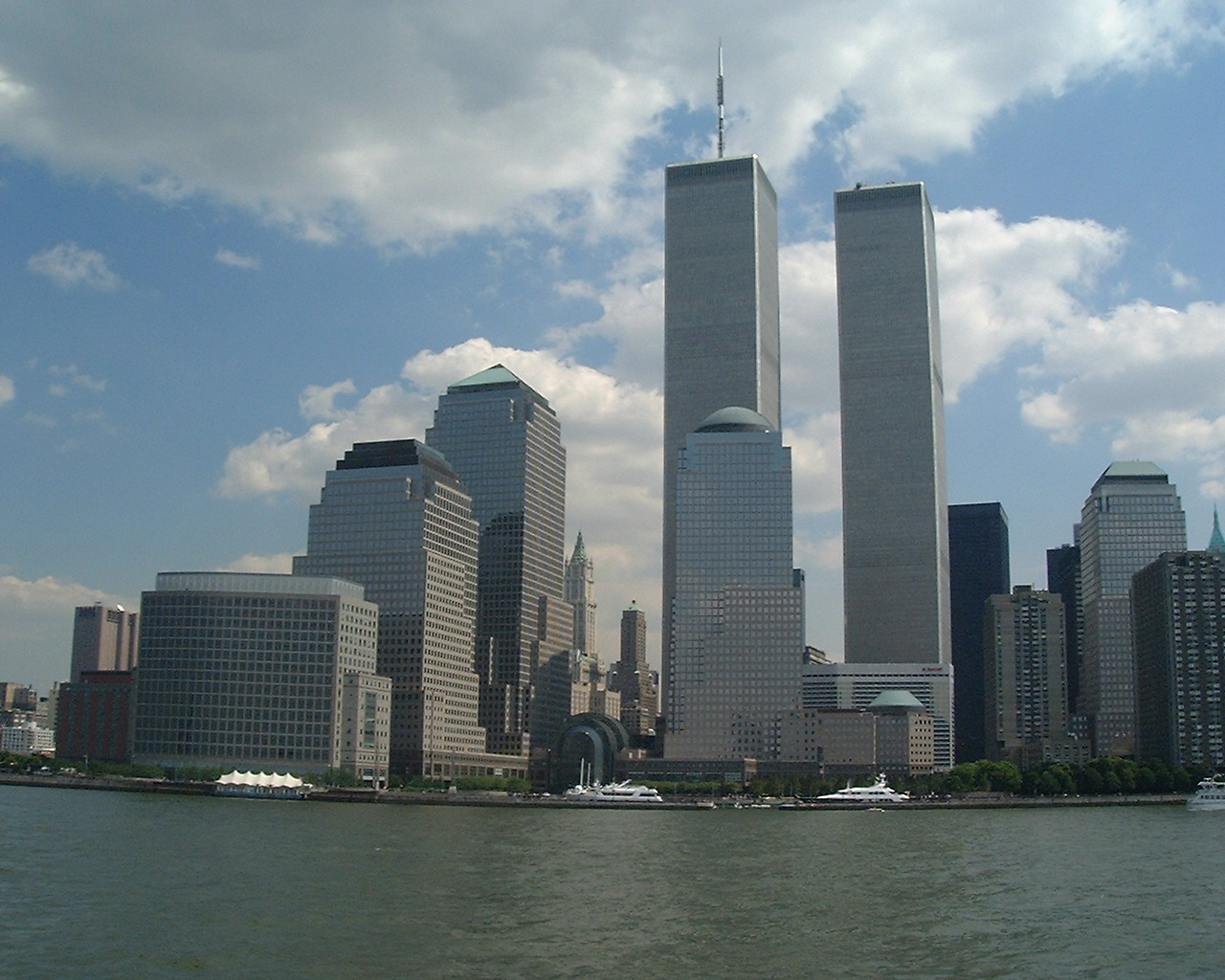
El World Financial Center, antes de los atentados del 11 de septiembre de 2001, en Nueva York
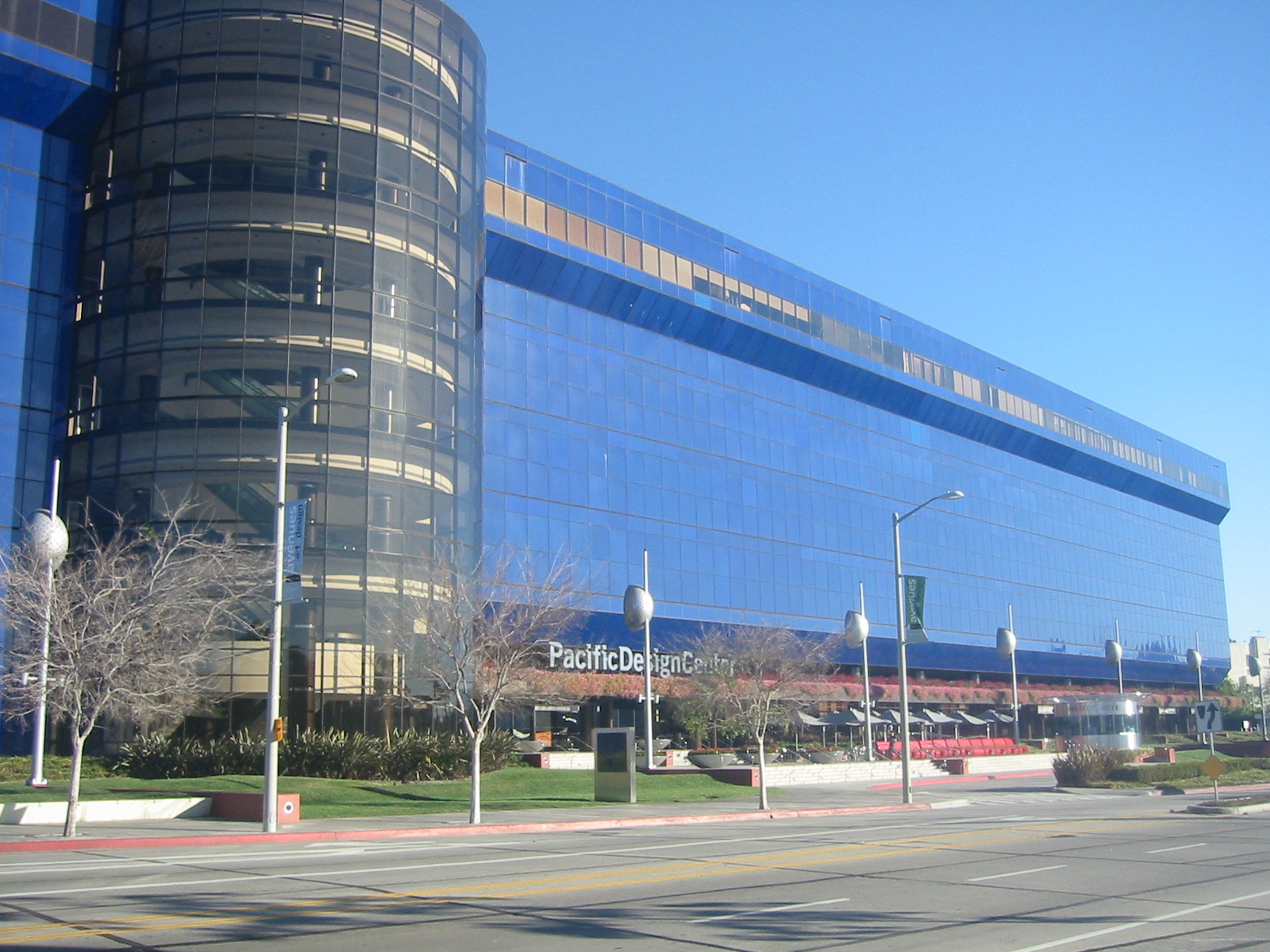
El Pacific Design Center, en West Hollywood
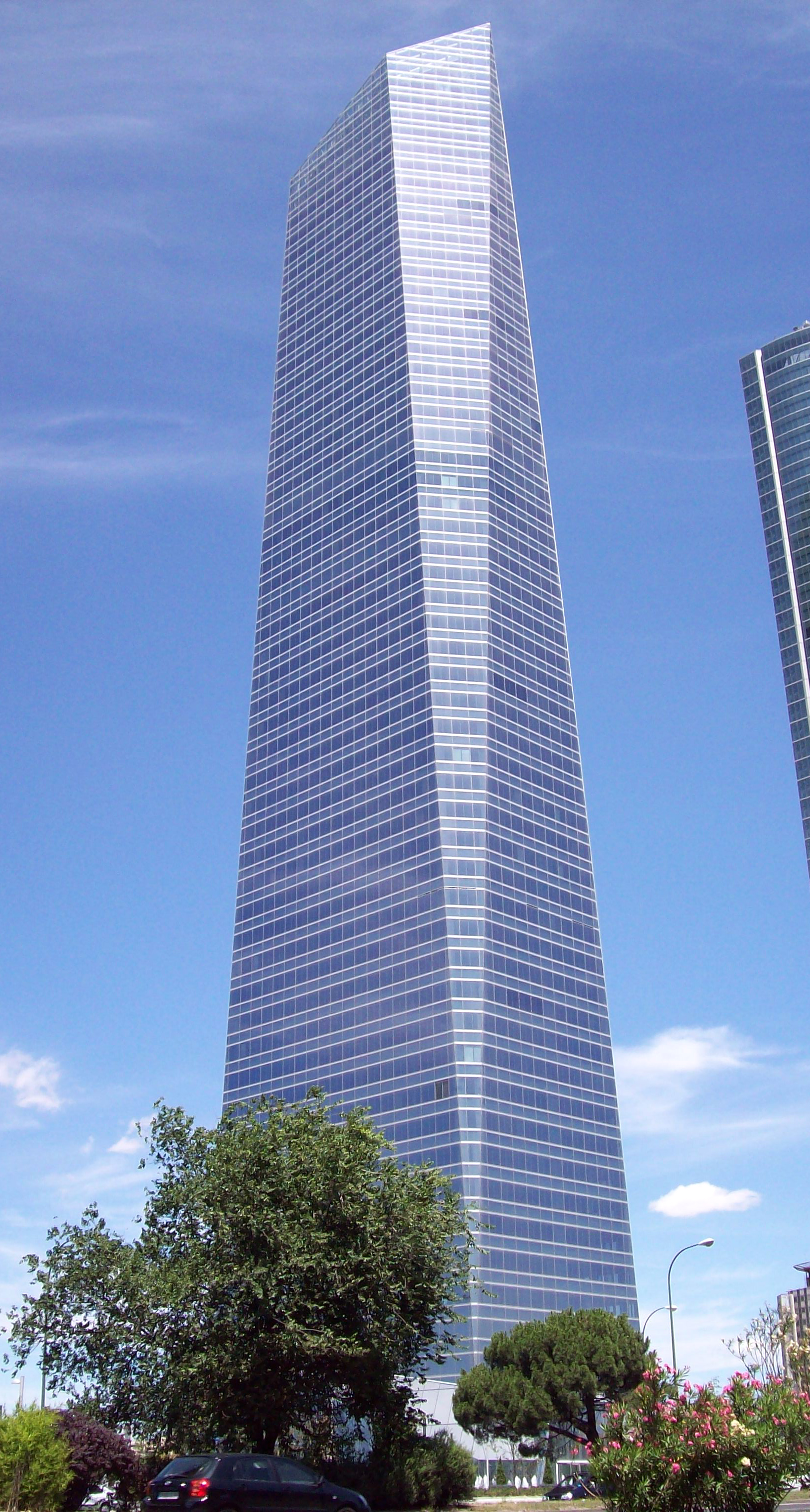
La Torre de Cristal, en Madrid
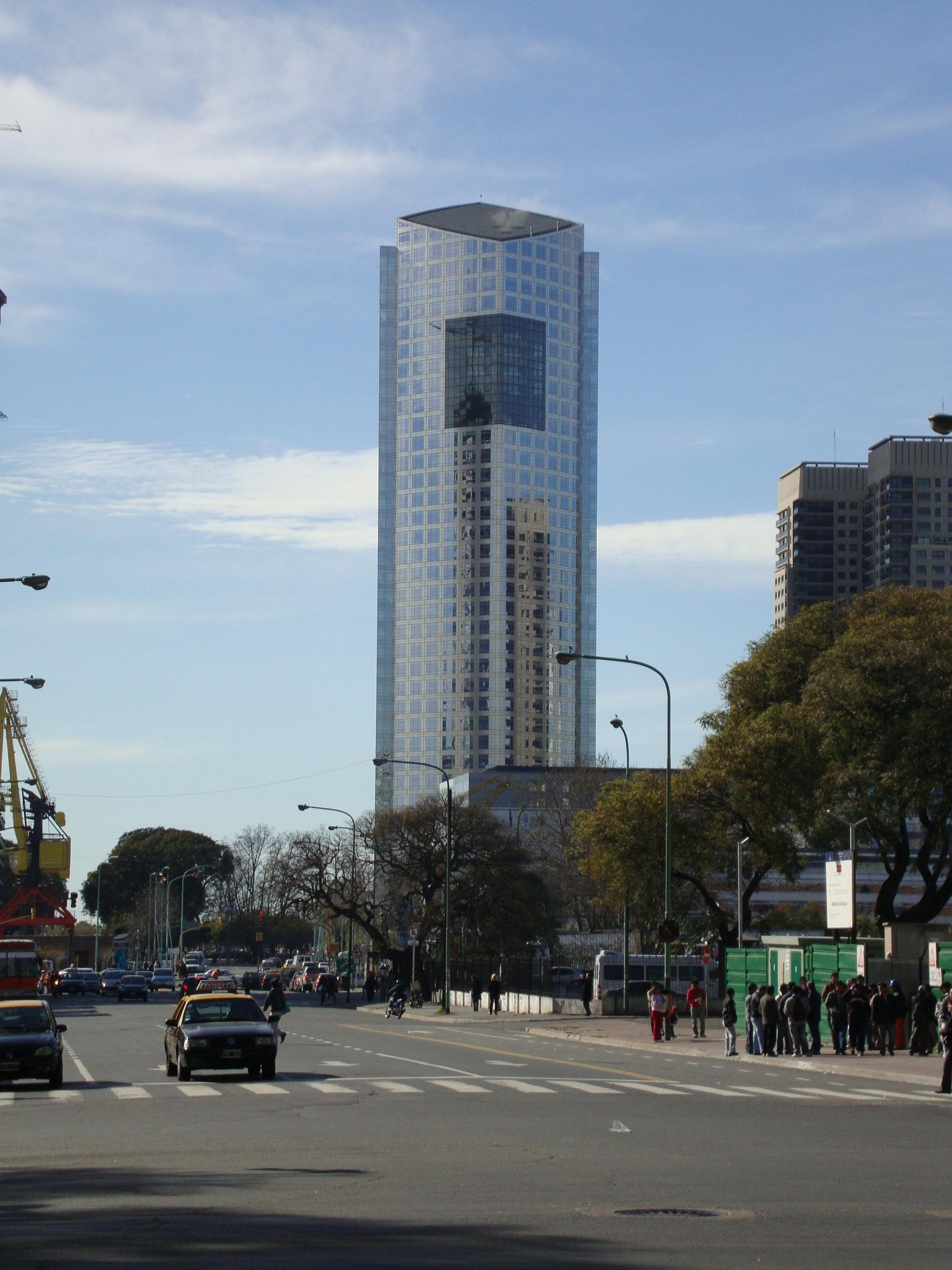
La Torre YPF, en Buenos Aires

## Reconocimientos
Pelli recibió el Premio Aga Khan de Arquitectura en 2004 por el diseño de las Torres Petronas. En 2006, recibió el Premio a la Vida y Obra, galardón otorgado por el Premio Obras Cemex. En 2012 la Fundación Konex le otorgó el Premio Konex de Brillante como la figura más relevante de las Artes Visuales de Argentina de la década.
Ha sido distinguido con la medalla de oro del Instituto Estadounidense de Arquitectos (The American Institute of Architects, AIA).
Recibió 13 títulos honorarios, más de 300 premios a la excelencia en diseño, y era miembro del Instituto Americano de Arquitectos, miembro de la Academia Americana de Artes y Letras, la Academia Nacional de Diseño, la Academia Internacional de Arquitectura y de l'Academie d'Architecture de France.